# Blinda

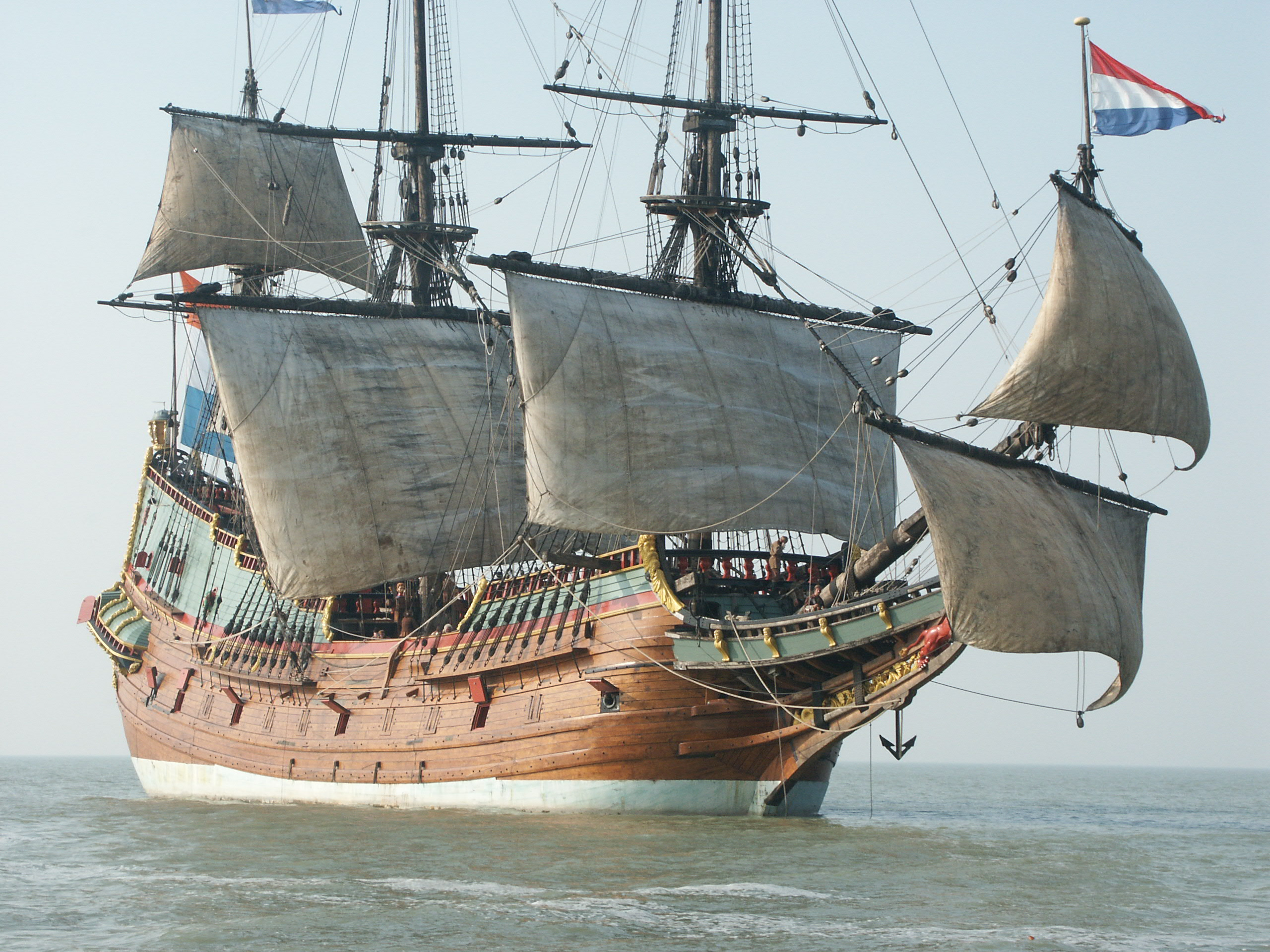
Replikan Batavia. Blindan sitter under bogsprötet. Över bogsprötet, för om bovenblindastången, sitter bovenblindan.

En blinda är ett råsegel som sitter på en blindrå under bogsprötet. Seglet har troligen fått sitt namn (på de germanska språken) eftersom det försvårar sikten föröver, och seglet är troligen en av anledningarna att det behövdes en utkik i masten. När blindan infördes på seglande skepp är inte klarlagt, men Christofer Columbus har nämnt seglet angående Santa Maria.
Bovenblinda (holländska: överblinda) är ett råsegel som sitter på bovenblindarån som förs på bovenblindastången (en kort mast på bogsprötets nock). Bovenblindan blev ett vanligt segel på 1620-talet när behovet av försegel ökade.

## Historik
Fartyg från tidiga 1600-talet var, på grund av sina höga akterkastell och låga förskepp, lovgiriga. De tenderade alltså att svänga upp mot vinden på grund av det stora vindfånget, då de fick vind väsentligen från sidan. Blindaseglen bidrog då till att motverka detta och förbättra roderverkan. Vid akterlig vind däremot var seglen nära nog verkningslösa, liksom vid kraftig sjögång om förskeppet trycktes ned i vattnet.
Blinda och bovenblinda började under de första årtionden av 1700-talet ersättas av stagsegel och var nästan borta vid århundradets slut. Klyvarbommen kom till som en förlängning av bogsprötet för att kunna föra klyvare, och bovenblindastången ersattes med en gösstake till förandet av länders flagga. Stagsegel var allmänt vanliga och kända från mindre fartyg eller båtar sedan tidigare.